# Kulilte
Kulilte, carbonmonoxid, kulmonoxid eller kulos (kemisk formel CO), som det tidligere blev kaldt, er en klar, lugtløs gasart, der kan dræbe ved indånding.
I modsætning til drivhusgassen kuldioxid har carbonmonooxid-molekylet kun ét iltatom bundet til sig. Gassen dannes typisk ved en ufuldstændig forbrænding, bl.a. i forbrændingsmotorer i biler. De katalysatorer, der påmonteres bl.a. dieselmotorer, omdanner kulilte CO til kultveilte (carbondioxid) CO2 gennem tilføjelse af et ekstra iltatom til hvert kulilte-molekyle.

## Syntetisk brændstofingrediens
Kulilte kan fx fås ved at CO2 udvundet af atmosfæren spaltes i kulilte og ilt. Kulilte og H2 kaldes tilsammen syntesegas og man kan med denne gasblanding via Fischer-Tropsch processen danne mange syntetiske brændstoffer.

## Giftig
CO betegnes som yderst giftigt, da det binder sig ca. 250 gange lettere til blodets hæmoglobin end den O2, man normalt indånder i atmosfærisk luft. Dermed kan der selv ved en meget beskeden koncentration af CO i luften opstå en decideret forgiftning eller ligefrem død.
Kroppen kan ophobe CO i blodet over længere tid, hvorfor døden ikke nødvendigvis skyldes en akut forgiftning. Dette blev illustreret op gennem 1950'ernes Danmark, hvor mange hjem fyrede med kakkelovne. Ufuldstændig forbrænding som følge af utilstrækkelig tilførsel af ilt kan føre til dannelse af kulilte i stedet for kultveilte. Hvis kulilte spredes i boliger kan mennesker og dyr forgiftes og dø, fordi kultilte fortrænger ilt fra blodets hæmoglobin. Kulilteforgiftning var en overhængende fare i dårligt ventilerede miner på den tid, hvor man anvende levende lys. Minearbejderne begyndte derfor at medbringe en kanariefugl i et bur. Hvis den faldt af pinden, var man klar over, at det gjaldt om at søge mod frisk luft. 

### Kulilte-frigivende molekyler
Kulilte-frigivende molekyler, CO-RM,  som tryptophan mangan(I) carbonyl udviser et stort potentiale som et alternativ til konventionelle antibiotika

## Trivia
H.C. Andersen beskriver i sin dagbog, hvordan han blev kulilteforgiftet i Burgos den 21. december 1862.

## Eksterne links
- Rigshospitalet om Kulilteforgiftning Arkiveret 29. september 2018 hos  Wayback Machine
- Sundhed.dk om Kulilteforgiftning af Kim Dalhoff, speciallæge.